# Danh sách cuộc chiến tranh liên quan đến Cuba
Đây là danh sách cuộc chiến tranh liên quan đến Cộng hòa Cuba.
      Cuba thất bại
      Cuba chiến thắng
      Kết quả khác (ví dụ: hiệp ước hoặc hòa bình không có kết quả rõ ràng, status quo ante bellum, kết quả của xung đột dân sự hoặc nội bộ, kết quả chưa rõ hoặc chưa quyết định)

| Xung đột                                           | Tham chiến 1 | Tham chiến 2 | Kết quả | Tổng thống                   | Thủ tướng                    |
| -------------------------------------------------- | --- | --- | --- | ---------------------------- | ---------------------------- |
| Cuộc viễn chinh của López (1850-1851)              | Filibusters | Tây Ban Nha | Thất bại - Thất bại của Filibusters, López bị xử tử | Không có                     | Không có                     |
| Chiến tranh Mười năm (1868–1878)                   | Quân đội Giải phóng Cuba | Tây Ban Nha | Thất bại - Hiệp ước Zanjón | Không có                     | Không có                     |
| Chiến tranh Nhỏ (1879–1880)                        | Quân đội Giải phóng Cuba | Tây Ban Nha | Thất bại - Thất bại của quân nổi dậy | Không có                     | Không có                     |
| Chiến tranh giành độc lập Cuba (1895–1898)         | Quân đội Giải phóng Cuba · Hoa Kỳ | Tây Ban Nha | Chiến thắng - Cuba giành được độc lập từ Tây Ban Nha | Không có                     | Không có                     |
| Bình định Cuba (1906)                              | Đảng Bảo thủ | Đảng Tự do | Đảng Tự do chiến thắng - Mỹ đưa quân vào chiếm đóng Cuba lần tiếp theo | Tomás Estrada Palma          | Không có                     |
| Cuộc nổi dậy của người da đen (1912)               | Cuba · Hoa Kỳ | PIC | Chính phủ chiến thắng - Cuộc nổi dậy bị đàn áp | José Miguel Gómez            | Không có                     |
| Chiến tranh thế giới thứ nhất (1917–1918)          | Pháp · Vương quốc Anh · Nga · Hoa Kỳ · Ý · Nhật Bản · Trung Quốc · Canada · Úc · New Zealand · Ấn Độ · Nam Phi · Serbia · Montenegro · România · Bỉ · Hy Lạp · Bồ Đào Nha · Brasil · Cuba · Panama · Guatemala · Nicaragua · Costa Rica · Honduras                                                           | Đức · Áo-Hung · Đế quốc Ottoman · Bulgaria | Chiến thắng - Sự kết thúc của các đế quốc Đức, Nga, Ottoman và Áo-Hung - Sự hình thành các quốc gia mới ở châu Âu và Trung Đông - Chuyển giao các thuộc địa của Đức và lãnh thổ thuộc Đế quốc Ottoman cũ cho các cường quốc khác - Thành lập Hội Quốc Liên | Mario García Menocal         | Không có                     |
| Can thiệp Đường (1917–1922)                        | Đảng Bảo thủ · Hoa Kỳ | Đảng Tự do | Đảng Bảo thủ chiến thắng - Cuộc nổi dậy bị đàn áp, Mỹ đưa quân vào chiếm đóng Cuba | Mario García Menocal         | Không có                     |
| Chiến tranh thế giới thứ hai (1941–1945)           | Hoa Kỳ · Liên Xô · Vương quốc Anh · Trung Quốc · Pháp · Ba Lan · Canada · Úc · New Zealand · Ấn Độ · Nam Phi · Nam Tư · Hy Lạp · Đan Mạch · Na Uy · Hà Lan · Bỉ · Luxembourg · Tiệp Khắc · Brasil · México · Panama · Costa Rica · El Salvador · Guatemala · Honduras · Nicaragua · Cộng hòa Dominica · Cuba | Đức · Nhật Bản · Ý · Hungary · România · Bulgaria · Croatia · Slovakia · Phần Lan · Thái Lan · Mãn Châu quốc · Mông Cương                            | Chiến thắng - Đế chế Đức sụp đổ - Phát xít Nhật và Ý sụp đổ - Thành lập Liên Hợp Quốc - Sự nổi lên của Hoa Kỳ và Liên Xô như những siêu cường - Khởi đầu Chiến tranh Lạnh                                                                                  | Fulgencio Batista            | Carlos Saladrigas Zayas      |
| Cách mạng Cuba (1953–1959)                         | Chế độ Batista | M-26-7 Ban Chỉ đạo Cách mạng Sinh viên Mặt trận Quốc gia Escambray thứ hai Đảng Xã hội chủ nghĩa Bình dân                                            | Thay đổi chế độ - Sự khởi đầu của chế độ Castro | Fulgencio Batista            | Andrés Domingo               |
| Bạo loạn Escambray (1959–1965)                     | Chế độ Castro | Nhiều cánh quân nổi dậy khác nhau | Chính phủ chiến thắng - Tiêu diệt toàn bộ quân nổi dậy | Osvaldo Dorticós Torrado     | Fidel Castro (Chủ tịch nước) |
| Cuộc xâm lược Panama (1959)                        | Cuba | Panama | Thất bại - Cuộc viễn chinh thất bại | Osvaldo Dorticós Torrado     | Fidel Castro (Chủ tịch nước) |
| Cuộc xâm lược Cộng hòa Dominica (1959)             | Cuba | Cộng hòa Dominica | Thất bại - Cuộc viễn chinh thất bại | Osvaldo Dorticós Torrado     | Fidel Castro (Chủ tịch nước) |
| Cuộc xâm lược Vịnh Con Lợn (1961)                  | Cuba | Lữ đoàn 2506 · Hoa Kỳ · DRF Cuba | Chiến thắng - Cuộc xâm lược thất bại | Osvaldo Dorticós Torrado     | Fidel Castro (Chủ tịch nước) |
| Cuộc xâm lược Venezuela (1963)                     | Cuba | Venezuela | Thất bại - Cuộc viễn chinh thất bại | Osvaldo Dorticós Torrado     | Fidel Castro (Chủ tịch nước) |
| Chiến tranh Cát (1963–1964)                        | Algeria · Cuba | Morocco | Bế tắc - Không có sự thay đổi lãnh thổ nào được thực hiện | Osvaldo Dorticós Torrado     | Fidel Castro (Chủ tịch nước) |
| Khủng hoảng Congo (1964)                           | Simbas · PSA · Cuba | Congo-Léopoldville · Bỉ | Thất bại - Cuba rút quân khỏi Congo | Osvaldo Dorticós Torrado     | Fidel Castro (Chủ tịch nước) |
| Chiến tranh giành độc lập Guiné-Bissau (1964–1974) | PAIGC · Cuba | Bồ Đào Nha | Bế tắc (chiến thắng chính trị) - Guiné-Bissau giành độc lập | Osvaldo Dorticós Torrado     | Fidel Castro (Chủ tịch nước) |
| Chiến dịch Bolivia (1966–1967)                     | ELN · Cuba | Bolivia · Hoa Kỳ | Thất bại - Du kích bị đánh bại, Che Guevara bị xử tử | Osvaldo Dorticós Torrado     | Fidel Castro (Chủ tịch nước) |
| Sự kiện Machurucuto (1967)                         | Cuba | Venezuela | Thất bại - Cuộc viễn chinh thất bại | Osvaldo Dorticós Torrado     | Fidel Castro (Chủ tịch nước) |
| Chiến tranh Yemen lần thứ nhất (1972)              | Nam Yemen · Cuba | Bắc Yemen | Bất phân thắng bại - Không có sự thay đổi về lãnh thổ | Osvaldo Dorticós Torrado     | Fidel Castro (Chủ tịch nước) |
| Chiến tranh Yom Kippur (1973)                      | Ai Cập · Syria · Iraq · Jordan · Algeria · Morocco · Ả Rập Xê Út · Cuba | Israel | Thất bại - Hiệp ước hòa bình Ai Cập-Israel - Thỏa thuận rút quân Israel-Syria | Osvaldo Dorticós Torrado     | Fidel Castro (Chủ tịch nước) |
| Chiến dịch Độc lập (1975–1977)                     | ERP · Montoneros · Cuba | Argentina | Thất bại |                              | Fidel Castro (Chủ tịch nước) |
| Nội chiến Angola (1975–1991)                       | MPLA · SWAPO · SWANU · Cuba · MK | UNITA · FNLA · FLEC · Nam Phi · Zaire | Bế tắc - Hiệp định Ba cường quốc - Namibia giành độc lập | Fidel Castro (Chủ tịch nước) | Fidel Castro (Chủ tịch nước) |
| Chiến tranh Ethiopia-Somalia (1977–1978)           | Ethiopia · Cuba · Nam Yemen · Liên Xô | Somalia · WSLF | Chiến thắng - Người Somalia rút khỏi cuộc chiến tranh Ethiopia–Somalia | Fidel Castro (Chủ tịch nước) | Fidel Castro (Chủ tịch nước) |
| Nội chiến Ethiopia (1977–1991)                     | Ethiopia · Cuba | EPRP · TPLF · MEISON · ANDM · EDUP | Thất bại - Sự sụp đổ của chính quyền Cộng sản Mengistu, dẫn đến thành lập chính quyền chuyển tiếp do TPLF lãnh đạo | Fidel Castro (Chủ tịch nước) | Fidel Castro (Chủ tịch nước) |
| Chiến tranh giành độc lập Eritrea (1977–1991)      | Ethiopia · Cuba · Nam Yemen · Liên Xô | ELF EPLF | Thất bại - Eritrea giành độc lập từ Ethiopia | Fidel Castro (Chủ tịch nước) | Fidel Castro (Chủ tịch nước) |
| Cuộc xâm lược Grenada (1983)                       | Grenada · Cuba | Hoa Kỳ · Phe đối lập Grenada · Barbados · Jamaica · Antigua và Barbuda · Dominica · Saint Kitts và Nevis · Saint Lucia · Saint Vincent và Grenadines | Thất bại - Mỹ đưa quân vào chiếm đóng Grenada | Fidel Castro (Chủ tịch nước) |                              |